# Dubrovka (Vorónej)
|  | Per a altres significats, vegeu «Dubrovka». |

Dubrovka (en rus: Дубровка) és un poble (un possiólok) de l'óblast de Vorónej, a Rússia, segons el cens del 2010 tenia 116 habitants.